# نفي المقدمات
نفي المقدمات، أو ما يعرف أيضًا بالخطأ العكسي أو مغالطة افتراض المعكوس، هي مغالطة منطقية صورية. وهي الاستناد على صحة قول ما كدليل على صحة معكوسه. أو بمعنى آخر، إذا كانت مقدمة معينة تؤدي إلى نتيجة معينة، فالمغالطة هنا هي افتراض غياب النتيجة في حالة عدم صحة المقدمة. وفي العادة تتخذ الصيغة الآتية:
إذا كانت س تؤدي إلى ص،
إذن فبطلان الشرط س يفضي بالضرورة إلى بطلان ص.
أو بالصيغة المجردة الآتية:
{\displaystyle P\rightarrow Q}
{\displaystyle \therefore \neg P\rightarrow \neg Q} 
وجميع الحجج التي تتخذ مثل هذه الصياغة باطلة. أو بلغة المنطق الصوري، فتلك الحجج ليست قوية بما فيه الكفاية حتى تستند عليها الاستنتاجات المزعومة، حتى لو صحت المقدمات المذكورة.
ولفظ «نفي المقدمات» مشتق من حالة عدم صحة الشرط «س»، أو نفي جزء الجملة الشرطية من المقدمة.
يمكن إثبات بطلان تلك الحجة عن طريق ذكر مثال يشتمل على مقدمة سليمة ولكنها تفضي إلى استنتاج خاطئ بمجرد النظر. كمثال:
أنت تعمل كمدرب رياضة التزلج. إذن فلديك وظيفة.
أما أنت فلست مدرب رياضة التزلج. إذن فليس لديك وظيفة.
وقد صُمم ذلك المثال عمدًا حتى يبدو خطأه واضحًا، ولكن بوسع تلك المغالطة أن تتخذ أشكالًا تبدو مقنعة ظاهريًا، كما الأمر في المثال الذي وضحه آلان تورينج في مقالة بعنوان «آلات الحوسبة والذكاء»:
لكن غياب مثل هذه القواعد المحددة لا ينفي كون البشر مجرد آلات. وبالتالي فإن تلك الحجة باطلة (كما قصد تورينج).
ومن الجائز أن تكون مثل هذه الحجج سليمة إذا تصادف أن تكون على صيغة آخرى صحيحة. فعلى سبيل المثال، إذا تحدثت كلتا العبارتان «س» و«ص» عن نفس الفرضية، فحينئذ تصير الحجة السابقة من البديهيات، إلى جانب أنها تصادر على المطلوب. وفي الواقع، وفي النقاشات الحياتية، فإن تلك الاستثناءات المذكورة نادرة الحدوث، وعادة ما تكون على صورة العبارة الشرطية التي تبدأ بلفظ «إذا وفقط» (أي في حالة التكافؤ أو الجملة ثنائية الشرط). وكمثال على ذلك:
وحده رئيس الولايات المتحدة لديه صلاحية إبطال قرارات مجلس النواب.(مقدمة)
أنا لست رئيس الولايات المتحدة. إذن ليس لدي حق إبطال قرارات مجلس النواب.(استنتاج صائب)